# New Found Glory
New Found Glory (dříve psáno A New Found Glory) je americká rocková hudební skupina, která vznikla v roce 1997 ve městě Coral Springs na Floridě. Kapela vznikla ve složení Jordan Pundik (zpěv), Chad Gilbert, Steve Klein (kytaristé), Ian Grushka (basová kytara) a Joe Marino (bicí). Hned v roce 1997 ale Marina vystřídal Cyrus Bolooki a od té doby se složení nezměnilo . Skupina je známá mixováním popových melodií s rychlými tempy klasického punk rocku. Hudební kritici kapelu považují za jednu z hlavních, které vytvořily dnešní styl pop punku. Podle serveru Allmusic patří spolu se skupinou Blink-182 mezi kapely, které vytvořily základ pro pop punkovou hudbu začátku 21. století. Skupina je také známá svými energickými vystoupeními, kapela má již od svého počátku oddané následovníky. Za patnáct let své tvorby vydala skupina sedm studiových alb, různá EP alba a dvě přehraná alba.
Po vydání svého debutového EP alba v roce 1997 s názvem It's All About the Girls získala kapela jádro svých následovníků po vyčerpávajícím, časově náročném turné po východním pobřeží Spojených států. V roce 1999 vydala přes vydavatelství Eulogy Records první studiové album s názvem Nothing Gold Can Stay , kterého se prodalo přes 300 000 kusů. Album obsahuje hit „Hit or Miss“, který byl o rok později vydán jako singl a umístil se v americkém žebříčku US Modern Rock Chart. Následující tři alba New Found Glory (2000), Sticks and Stones (2002) a Catalyst (2004) se všechna umístila v žebříčku Billboard 200 a získaly ocenění zlatá deska od RIAA.
Po pauze po koncertování začala kapela připravovat společně s Thomem Panunziem velmi očekávané páté album Coming Home, které vyšlo v roce 2006. Kapela se odklonila od předchozí tvorby, když do alba zakomponovala více klasického rocku. Poté skupina přešla k vydavatelství Bridge Nine Records, se kterým vydala EP Tip of The Iceberg, ve kterém kapela sklouzla k melodickému hardcoru. Po vydání šestého alba Not Without a Fight, které obsadilo přední příčku žebříčku Billboard Independent Albums, přešla skupina pod křídla Epitaph Records. 4. října 2011 vydala kapela své sedmé studiové album s názvem Radiosurgery.

## Diskografie

### Studiová alba
- Nothing Gold Can Stay (1999)
- New Found Glory (2000)
- Sticks and Stones (2002)
- Catalyst (2004)
- Coming Home (2006)
- Not Without a Fight (2009)
- Radiosurgery (2011)
- Makes Me Sick (2017)
- Make the Most of It (2023)